# Paul Sarauw
Paul Frederik Sarauw (født 30. november 1883 i København, død 24. april 1959 smst) var en dansk forfatter, der er blevet mest kendt for sine mange manuskripter til danske spillefilm.

## Manuskripter (i udvalg)
- Trold kan tæmmes – 1915
- Skal vi vædde en million? – 1932
- Odds 777 – 1932
- Nyhavn 17 – 1933
- Plat eller krone – 1937
- Det begyndte ombord – 1937
- Pas på svinget i Solby – 1940
- Frøken Kirkemus – 1941
- Teatertosset – 1944
- Fireogtyve timer – 1951
- Fra den gamle købmandsgård – 1951
- Styrmand Karlsen – 1958